# 布赖地区古尔奈
布赖地区古尔奈（法語：Gournay-en-Bray，法語發音：[guʁnɛ ɑ̃ bʁɛ]），法国北部城市，诺曼底大区滨海塞纳省的一个市镇，隶属于迪耶普区，其市镇面积为10.4平方公里，2022年1月1日时人口数量为5,834人，在法国城市中排名第1,820位。
布赖地区古尔奈位于滨海塞纳省东南部，埃普特河畔，南北两侧与瓦兹省接壤，是一个区域性的中心城市，多条公路在此交汇。

## 地名
“古尔奈”一名最初于11世纪中期以“Gornai”的形式被记载，该名称来源于凯尔特语单词“gorn”，意为“渠道、渔港”。
“-en-Bray”（意为“在布赖地区”）这一后缀自1962年起成为当地官方名称的一部分。
因翻译标准不同，“Gournay-en-Bray”在部分中文资料中被整体译为古尔奈昂布赖。

## 历史

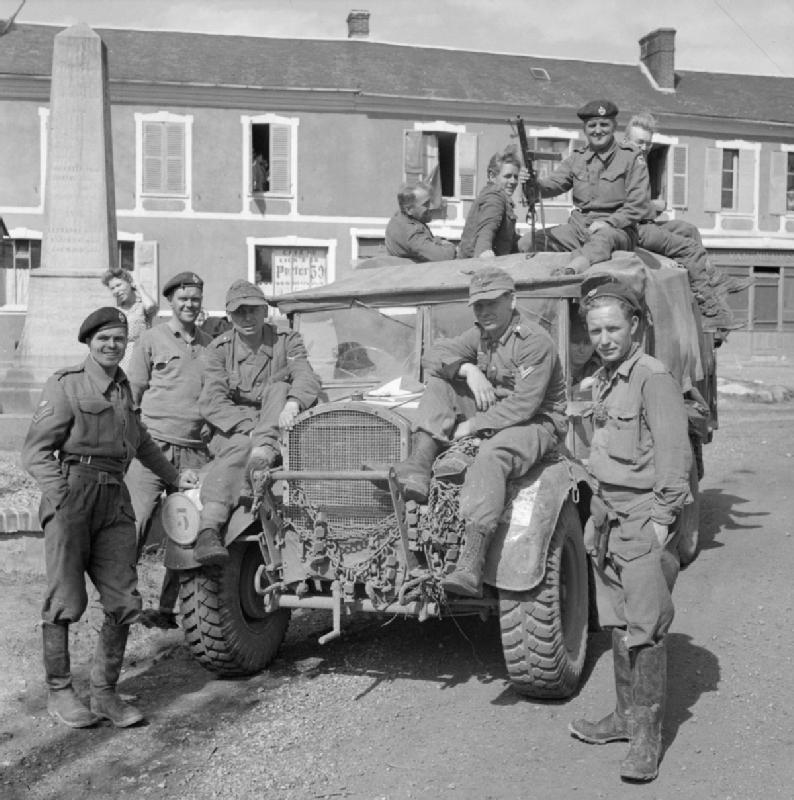
诺曼底登陆后解放古尔奈的联军

布赖地区古尔奈的早期历史尚不清楚。根据当地官方网站的论述，罗马人入侵西欧时，一支高卢部落曾隐藏于古尔奈附近的一处树林中。公元911年《埃普特河畔圣克莱尔条约》签订后，埃普特河右岸区域被诺曼人控制，古尔奈由此成为一个边防重镇。中世纪中期，古尔奈已成为诺曼底东部的一处边防城塞。此后，古尔奈家族不断扩大，并获得伯爵爵位，成为诺曼底的一个重要封建贵族。12世纪末，古尔奈出现了一处教堂，当地领主于格五世（Hugues V de Gournay）曾参与十字军东征。13世纪初，诺曼底重返法兰西，古尔奈成为法兰西王室的直属领土，直至15世纪路易十一将其转让给阿尔库尔家族。英法百年战争期间，古尔奈曾被英格兰军队占领长达41年。法国大革命后，古尔奈成为内塞纳省（1955年更名为“滨海塞纳省”）的一个市镇，并于1793至1800年间为该省的一个地区行署。其间，阿尔日（Alges）整体并入古尔奈的市镇范围。工业革命期间，途径此地的圣但尼－迪耶普铁路建成运行。1940年6月，纳粹德军在向诺曼底腹地进攻时对古尔奈进行了大规模的轰炸，造成其市区内多处建筑被损毁，37名居民身亡。

## 地理

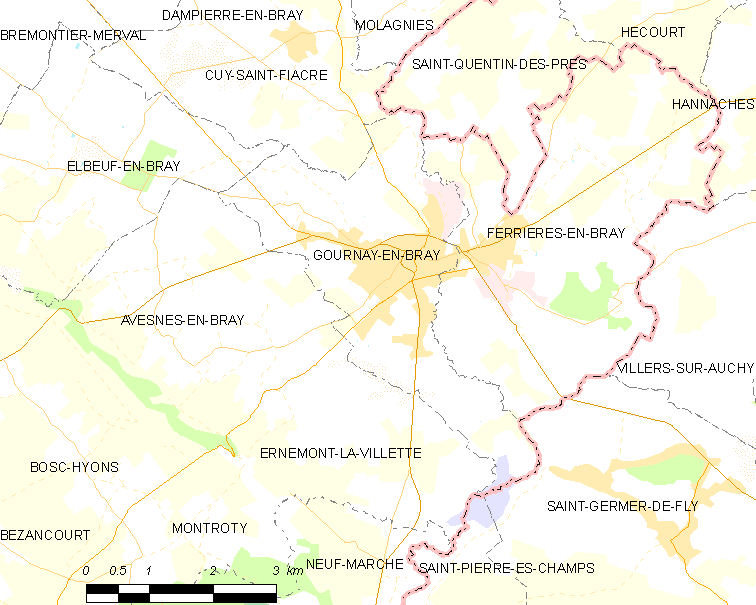
布赖地区古尔奈市镇范围地图

布赖地区古尔奈位于法国北部，诺曼底大区东部和滨海塞纳省东南部，距离省会鲁昂大约50公里。与布赖地区古尔奈接壤的市镇包括：布赖地区埃尔伯夫、屈圣菲亚克尔、圣康坦代普雷、布赖地区阿韦讷、埃尔讷蒙拉维莱特、布赖地区费里耶尔、圣皮埃尔埃尚和圣热尔梅德弗利。

### 地形
布赖地区古尔奈位于布赖地区南部腹地，诺曼底丘陵东部。境内以浅丘为主，市镇中心地势较为平坦，全境海拔在84到133米之间。

### 水文
布赖地区古尔奈位于塞纳河流域内，埃普特河自北向南流经境内，其右岸支流莫雷特河（la Morette）在此与其交汇。

### 植被
布赖地区古尔奈属于温带阔叶混交林区，林地多分布于河流附近，市府公园（Parc de la Mairie）是当地内的一处城市绿地。
在鲜花城市的评比中，布赖地区古尔奈被评为2星级鲜花城市。

### 气候
布赖地区古尔奈在柯本气候分类法中属于温带海洋性气候。
距离布赖地区古尔奈最近的常年气象站位于松容境内，以下为该气象站的数据（其中日照数据取自博韦-蒂耶机场）：
| 松容1981年－2019年  | 松容1981年－2019年 | 松容1981年－2019年 | 松容1981年－2019年 | 松容1981年－2019年 | 松容1981年－2019年 | 松容1981年－2019年 | 松容1981年－2019年 | 松容1981年－2019年 | 松容1981年－2019年 | 松容1981年－2019年 | 松容1981年－2019年 | 松容1981年－2019年 | 松容1981年－2019年 |
| 月份                | 1月                | 2月                | 3月                | 4月                | 5月                | 6月                | 7月                | 8月                | 9月                | 10月               | 11月               | 12月               | 全年               |
| ------------------- | ------------------ | ------------------ | ------------------ | ------------------ | ------------------ | ------------------ | ------------------ | ------------------ | ------------------ | ------------------ | ------------------ | ------------------ | ------------------ |
| 历史最高温 °C（°F） | 15.2 (59.4)        | 22 (72)            | 25 (77)            | 29.9 (85.8)        | 32.9 (91.2)        | 35.3 (95.5)        | 38.7 (101.7)       | 37.1 (98.8)        | 32.2 (90.0)        | 26.1 (79.0)        | 22.1 (71.8)        | 17.1 (62.8)        | 38.7 (101.7)       |
| 平均高温 °C（°F）   | 6.3 (43.3)         | 7.2 (45.0)         | 11 (52)            | 13.8 (56.8)        | 18.1 (64.6)        | 20.7 (69.3)        | 23.6 (74.5)        | 23.8 (74.8)        | 19.8 (67.6)        | 15.2 (59.4)        | 9.9 (49.8)         | 7 (45)             | 14.7 (58.5)        |
| 日均气温 °C（°F）   | 3.2 (37.8)         | 3.4 (38.1)         | 6.6 (43.9)         | 8.5 (47.3)         | 12.5 (54.5)        | 15.2 (59.4)        | 17.6 (63.7)        | 17.5 (63.5)        | 14.3 (57.7)        | 10.6 (51.1)        | 6.2 (43.2)         | 4.1 (39.4)         | 10 (50)            |
| 平均低温 °C（°F）   | 0.1 (32.2)         | −0.4 (31.3)        | 2.1 (35.8)         | 3.2 (37.8)         | 6.9 (44.4)         | 9.7 (49.5)         | 11.6 (52.9)        | 11.2 (52.2)        | 8.7 (47.7)         | 6.1 (43.0)         | 2.6 (36.7)         | 1.2 (34.2)         | 5.3 (41.5)         |
| 历史最低温 °C（°F） | −20.6 (−5.1)       | −19.9 (−3.8)       | −13 (9)            | −6.8 (19.8)        | −5.8 (21.6)        | −1 (30)            | 0 (32)             | 1 (34)             | −1.9 (28.6)        | −6.2 (20.8)        | −11 (12)           | −14.5 (5.9)        | −20.6 (−5.1)       |
| 平均降水量 mm（）   | 80.7 (3.18)        | 57.9 (2.28)        | 65.9 (2.59)        | 56.6 (2.23)        | 64.3 (2.53)        | 62.2 (2.45)        | 66.5 (2.62)        | 58.8 (2.31)        | 63.4 (2.50)        | 79.7 (3.14)        | 75.4 (2.97)        | 89.8 (3.54)        | 821.2 (32.33)      |
| 月均日照時數        | 65.2               | 76.7               | 124                | 171.5              | 198.9              | 211.8              | 217.4              | 210.1              | 162                | 112.2              | 66.9               | 52.6               | 1,669.3            |
| 来源：infoclimat.fr |                    |                    |                    |                    |                    |                    |                    |                    |                    |                    |                    |                    |                    |

## 行政区划
布赖地区古尔奈的市镇编号为76312，邮政编号为76220。
在行政管理方面，布赖地区古尔奈隶属于法国诺曼底大区滨海塞纳省迪耶普区；在地方选举方面，布赖地区古尔奈是布赖地区古尔奈县的中央投票站所在地，其市镇范围全境被划入滨海塞纳省第二选区；在社会管理方面，布赖地区古尔奈是四河市镇公共社区的办公驻地。
截至2023年8月，布赖地区古尔奈市镇范围内暂无城市敏感街区及城市政策优先街区。

法国国家统计与经济研究所（简称）在进行数据统计时，将布赖地区古尔奈及相邻的布赖地区费里耶尔设为布赖地区古尔奈城市核心区（Unité urbaine de Gournay-en-Bray），并将包括核心区在内的周边共11个市镇划为布赖地区古尔奈城市区。自2020年起，布赖地区古尔奈城市区被包含21个市镇的布赖地区古尔奈城市辐射区代替。此外，还将布赖地区古尔奈市镇分为了3个“块区”（IRIS），以便于统计人口分布情况。

## 交通

### 公路
法国国道N31线和滨海塞纳省省道D21线、D915线、D916线在布赖地区古尔奈境内交汇。诺曼底大区下属的城际客运提供巴士线路，可前往日索尔、迪耶普、鲁昂等地。
| 14 | 36 |

| 12 | 40 |

| 鲁昂 | 51 |

| 布赖地区讷沙泰勒 | 39 |

| 博韦 | 30 |

| 日索尔 | 25 |

| 欧马勒 | 37 |

| 马赛昂博韦西 | 22 |

2018年，65.8%的布赖地区古尔奈家庭拥有至少一辆私人汽车。2019年，布赖地区古尔奈境内共发生各类交通事故1起，造成1人受伤。

### 铁路

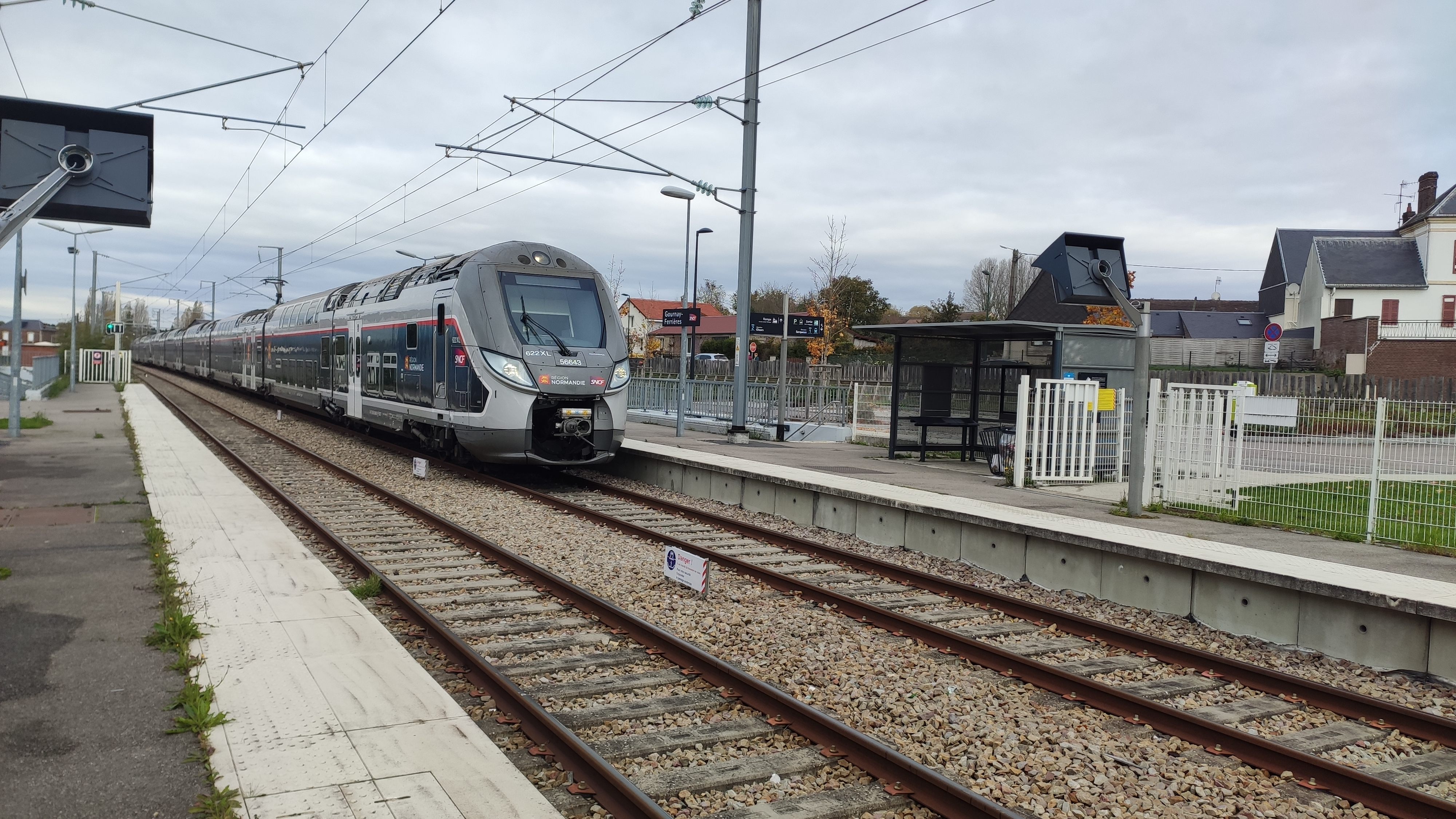
途径古尔奈-费里耶尔火车站的一辆列车

布赖地区古尔奈位于圣但尼－迪耶普铁路上。古尔奈-费里耶尔站位于市区东部的布赖地区费里耶尔境内，该站是一个无人看守的铁路乘降所，停靠往返于日索尔和塞尔克一线的区域列车。

### 航空
距离布赖地区古尔奈最近的民用航空站为博韦-蒂耶机场，距离布赖地区古尔奈市中心的公路里程约34公里。

### 城市公共交通
截至2023年8月，布赖地区古尔奈暂无城市公共交通系统。

## 政治

### 市政内阁

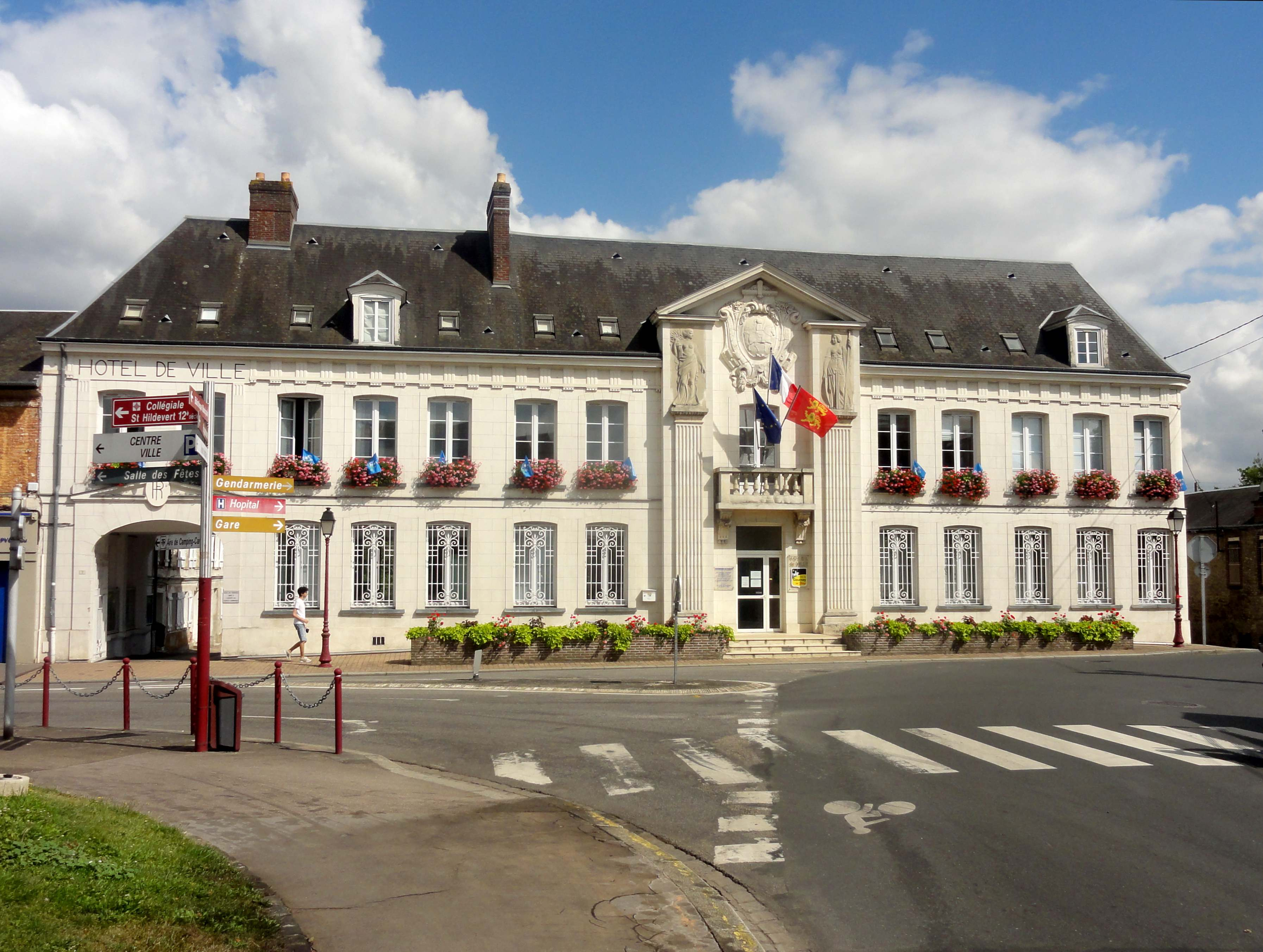
布赖地区古尔奈市政厅

布赖地区古尔奈的现任市长为埃里克·皮卡尔先生（Éric Picard），他是共和党的一名成员，在2020年的市政选举中获得了56.14%的支持率。
| 布赖地区古尔奈历届市长 | 布赖地区古尔奈历届市长               | 布赖地区古尔奈历届市长                                               |
| 任期                   | 市长                                 | 党派                                                                 |
| ---------------------- | ------------------------------------ | -------------------------------------------------------------------- |
| 1945年－1947年         | Léopold BELLIÈRE 莱奥波尔·贝利耶尔   | 不详                                                                 |
| 1947年－1959年         | Joseph FINANCE 约瑟夫·菲南斯         | 不详                                                                 |
| 1959年－1977年         | Georges DELATRE 乔治·德拉特尔        | UNR新共和国联盟 →UDR共和国保卫联盟 →RPR保衛共和聯盟 →UMP人民运动联盟 |
| 1977年－1978年         | René-Jacques VALOIS 勒内-雅克·瓦卢瓦 | 不详                                                                 |
| 1978年－1982年         | Robert DURANTON 罗贝尔·迪朗通        | 不详                                                                 |
| 1982年－1989年         | Bernard LAURENTt 贝尔纳·洛朗         | 不详                                                                 |
| 1989年－1995年         | Alain CARMENT 阿兰·卡尔芒            | PS社会党 →DVG左翼无党派人士                                          |
| 1995年－2014年         | Jean-Lou PAIN 让-卢·潘               | DVG左翼无党派人士                                                    |
| 2014年－               | Éric PICARD 埃里克·皮卡尔            | DVD右翼无党派人士 →LR共和黨                                          |

### 各级选举
| 布赖地区古尔奈历届投票选举结果 | 布赖地区古尔奈历届投票选举结果 | 布赖地区古尔奈历届投票选举结果 | 布赖地区古尔奈历届投票选举结果 | 布赖地区古尔奈历届投票选举结果       | 布赖地区古尔奈历届投票选举结果 | 布赖地区古尔奈历届投票选举结果 | 布赖地区古尔奈历届投票选举结果       | 布赖地区古尔奈历届投票选举结果 | 布赖地区古尔奈历届投票选举结果 |
| 选举项目                       | 选举范围                       | 选区单位                       | 选举结果                       | 选举结果                             | 选举结果                       | 选举结果                       | 选举结果                             | 选举结果                       | 参考资料                       |
| 选举项目                       | 选举范围                       | 选区单位                       | 第一轮胜出者                   | 第一轮胜出者                         | 支持率                         | 第二轮胜出者                   | 第二轮胜出者                         | 支持率                         | 参考资料                       |
| ------------------------------ | ------------------------------ | ------------------------------ | ------------------------------ | ------------------------------------ | ------------------------------ | ------------------------------ | ------------------------------------ | ------------------------------ | ------------------------------ |
| 2017年法國總統選舉             | 法國                           | 市镇                           |                                | 玛丽娜·勒庞                          | 35.47%                         |                                | 玛丽娜·勒庞                          | 54.35%                         | [ 26 ]                         |
| 2017年法国立法选举             | 滨海塞纳省第二选区             | 市镇                           |                                | 阿妮·维达尔                          | 30.61%                         |                                | 阿妮·维达尔                          | 52.22%                         | [ 26 ]                         |
| 2019年欧洲议会选举             | 法國                           | 市镇                           |                                | 若尔当·巴尔代拉                      | 40.62%                         | （不适用）                     | （不适用）                           | （不适用）                     | [ 26 ]                         |
| 2021年法国省级选举             | 滨海塞纳省                     | 县                             |                                | 若埃尔·德库德尔 维吉妮·吕科·阿夫里尔 | 47.53%                         |                                | 若埃尔·德库德尔 维吉妮·吕科·阿夫里尔 | 66.97%                         | [ 27 ]                         |
| 2021年法国省级选举             | 滨海塞纳省                     | 市镇                           |                                | 若埃尔·德库德尔 维吉妮·吕科·阿夫里尔 | 37.28%                         |                                | 若埃尔·德库德尔 维吉妮·吕科·阿夫里尔 | 62.66%                         | [ 27 ]                         |
| 2021年法国大区选举             |                                | 市镇                           |                                | 埃尔韦·莫兰                          | 36.12%                         |                                | 埃尔韦·莫兰                          | 43.72%                         | [ 28 ]                         |
| 2022年法国总统选举             | 法國                           | 市镇                           |                                | 玛丽娜·勒庞                          | 41.66%                         |                                | 玛丽娜·勒庞                          | 60.37%                         | [ 26 ]                         |
| 2022年法国立法选举             | 滨海塞纳省第二选区             | 市镇                           |                                | 巴斯蒂安·奥兰格                      | 35.11%                         |                                | 阿妮·维达尔                          | 51.15%                         | [ 26 ]                         |

## 人口
2020年，布赖地区古尔奈市镇人口数量为6,027，在法国排名第1,820位。其中男性2,753人，女性3,288人，75岁及以上人口占14.1%，外籍人口数量为142人，人口密度为580人/平方公里，当地居民被称为（男性）或（女性）。2020年，布赖地区古尔奈境内出生38人，死亡人口99人。
| 布赖地区古尔奈 1901年－2020年人口变化情况 |
|                                           |

## 经济
布赖地区古尔奈是一个区域性的中心城市。截止2022年1月，布赖地区古尔奈市镇范围内共有各类用人单位（包含自雇）731家，平均历史为18年，其中97.29%为中小型企业（PME）。（零售）、（塑料制品生产）及（电子元件生产）是当地2020年营业额最高的三个企业，分别为18,974,604欧元、17,858,169欧元和7,221,853欧元。

## 财政与居民收入
2020年，布赖地区古尔奈的财政收入总额为9,097,090欧元，财政支出总额为7,763,170欧元，当年的债务总额为5,360,520欧元。2021年，布赖地区古尔奈共获得1,345,669欧元的国家财政补助，比上一年减少了0.4%。
2019年，布赖地区古尔奈的人均月收入总额为1,992欧元，其中高级职员为3,457欧元，低于法国平均水平（4,230欧元）；中级职员为2,347欧元，低于法国平均水平（2,411欧元）；普通职员为1,626欧元，亦低于法国平均水平（1,740欧元）。
2020年，布赖地区古尔奈境内的贫困率为20%，青壮年（15至64岁）失业率为20.8%；2022年，布赖地区古尔奈33.5%的家庭拥有纳税资格，平均纳税1,646欧元，低于法国平均水平（4,393欧元）。

## 社会事务

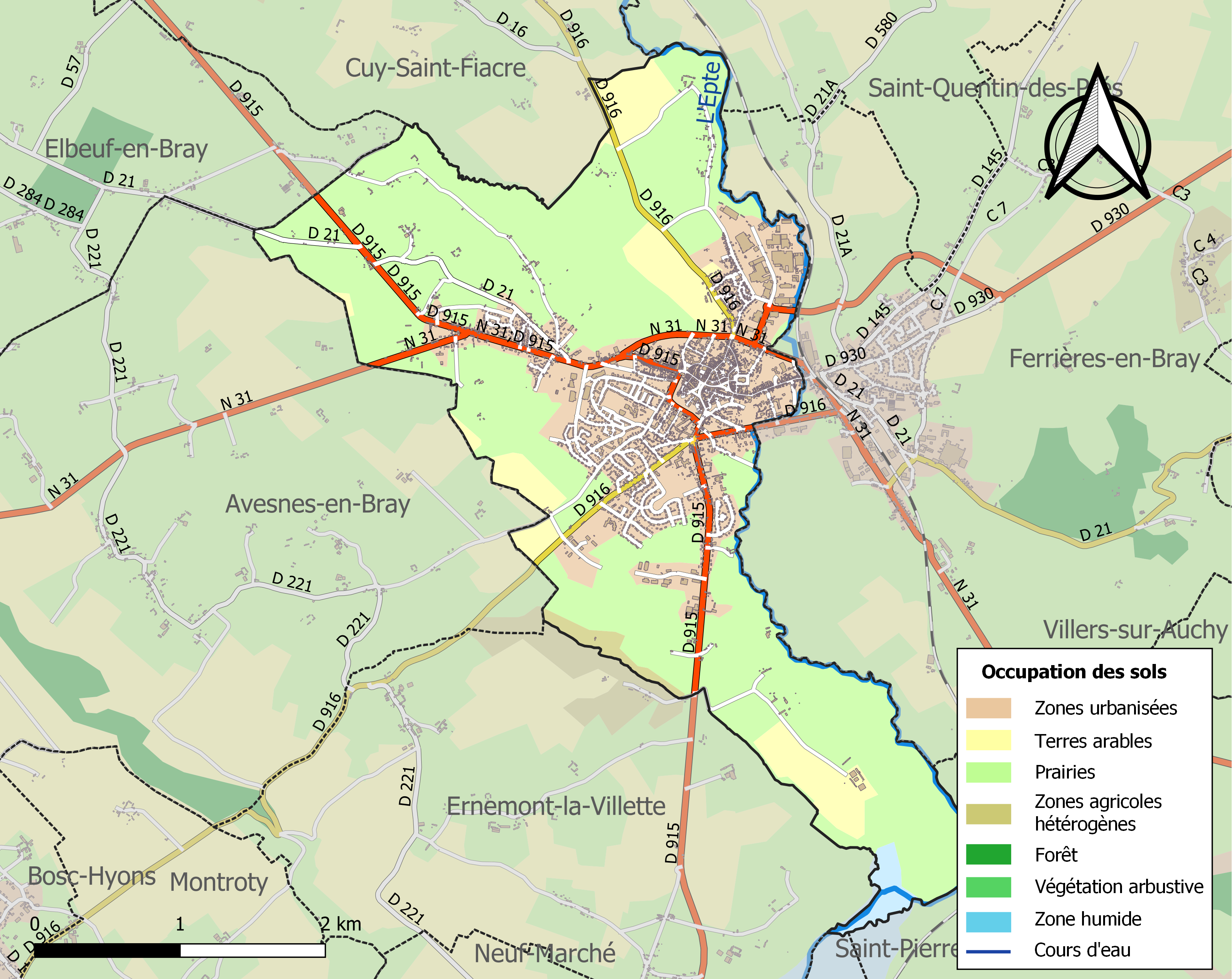
布赖地区古尔奈土地利用情况地图

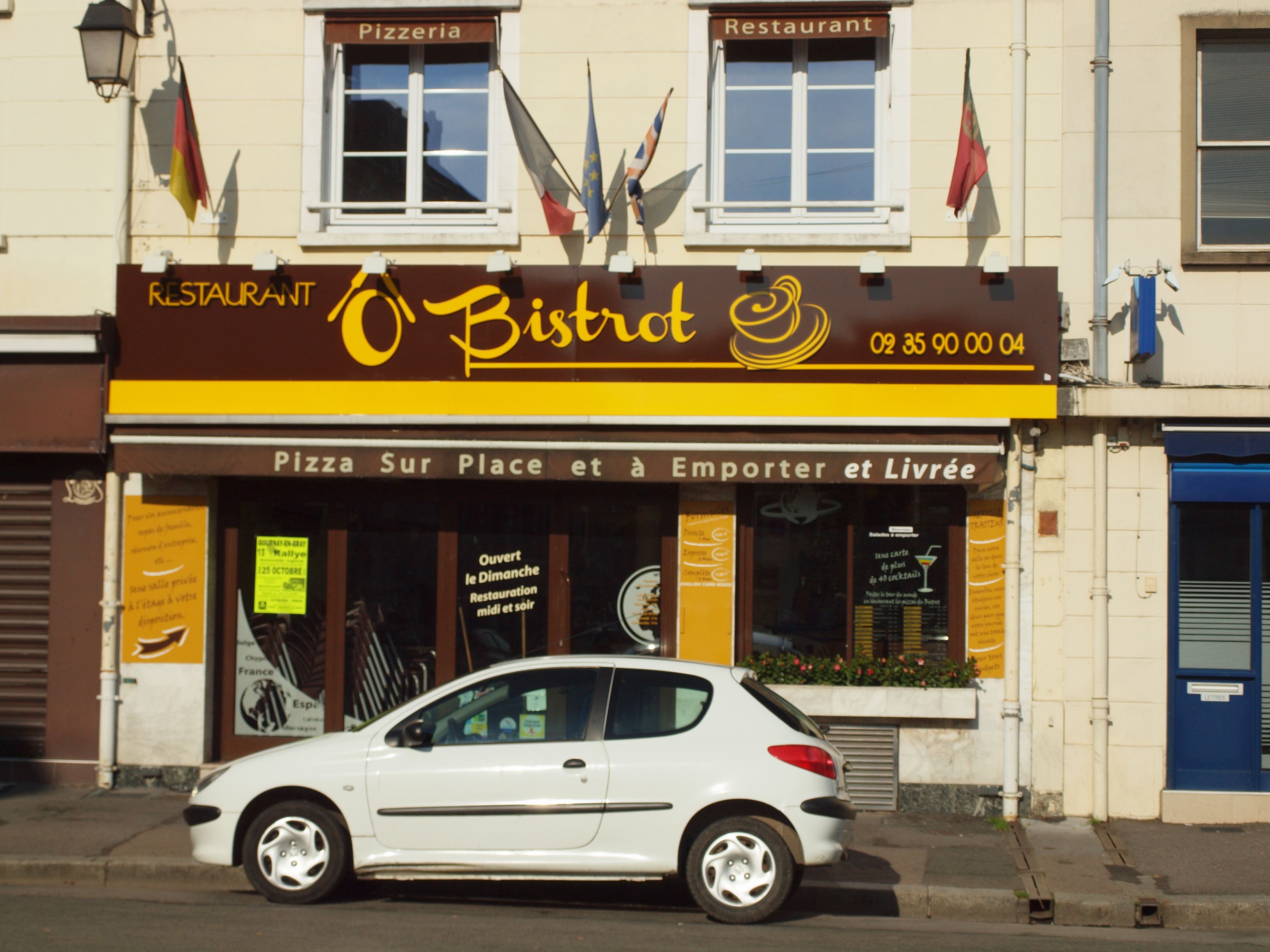
布赖地区古尔奈街头的一家餐厅

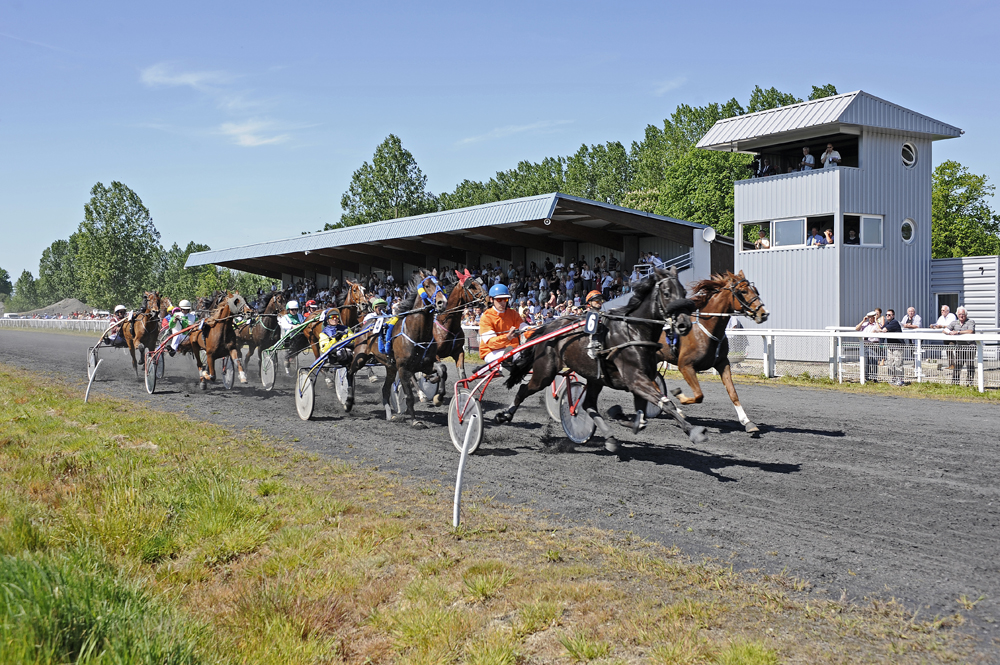
布赖地区古尔奈跑马场

### 教育
布赖地区古尔奈属于诺曼底学区。截止2020年1月1日，布赖地区古尔奈境内共有2所幼儿园、2所小学和2所初级中学。2018至2019学年度，布赖地区古尔奈境内共有在校中等教育阶段学生958名。

### 医疗
截止2020年1月1日，布赖地区古尔奈境内共有全科医生17名、保健师4名、牙医4名、护士8名、耳科医生1名、助产士1名和妇科医生1名。境内共有药房3家、养老院4家、残疾人帮扶中心2家。
布赖地区古尔奈中心医院（Centre Hospitalier de Gournay-en-Bray）是法国的一个区域性医疗机构，其主病区位于布赖地区古尔奈市区，设有床位136个，是当地规模最大的公立综合性医院。

### 住房
2018年，布赖地区古尔奈境内共有各类住房3,408套，其中51.6%为独立式居民区，47%为集中式居民区。常住房屋占布赖地区古尔奈市镇范围内居民建筑总量的85.6%。
在住房保障政策方面，2020年，布赖地区古尔奈境内共有807户家庭获得了住房经济补助，受益人数占总人口数量的13.3%，其中776份为房租补助。

### 商业
2019年，布赖地区古尔奈境内共有各类实体商铺197家，其中餐厅17家、大型超市6家、杂货店1家、面包房9家、肉铺7家、书店3家、装饰品店1家、银行门店11家、美容美发店12家、汽车维修店14家。市区西部建有开放式商业街区，有E.Leclerc和Intermarché等大型购物超市。

### 体育
2020年，布赖地区古尔奈境内共有1家游泳池、2间体育馆、4处网球场、2处足球或橄榄球场以及1处篮球或排球场。
截至2022年1月，古尔奈人足球体育联盟（AS Gournaysienne de Football，编号501457）是当地唯一的注册足球俱乐部，成立于1930年，其主队2023至2024赛季参加滨海塞纳省足球联赛甲组（法国第九级别），其主场柳林体育中心（Complexe Sportif de l'Aulnaie）位于市区西部。
布赖地区古尔奈跑马场建成于1888年，是巴黎-诺曼底马术协会的17个指定场地之一。

### 环境
布赖地区古尔奈的环境事务由其所属的四河市镇公共社区负责。2019年，布赖地区古尔奈境内共有2家污染企业。

### 治安
2019年，布赖地区古尔奈市镇范围内有1处宪兵队。
布赖地区古尔奈所在地是布赖地区讷沙泰勒宪兵队（zone gendarmerie de Neufchâtel-en-Bray）的管辖范围。2020年，该宪兵队辖区内共159个市镇累计发生各类案件2,593起，其中盗窃类案件1,291起，经济类案件334起，毒品交易类案件110起。

## 文化
2020年，布赖地区古尔奈境内有1家电影院。布赖地区古尔奈境内建有米歇尔·比西多媒体中心（Médiathèque Michel Bussi），每周一、二、三、五、六向公众开放。

### 建筑
布赖地区古尔奈境内有多处历史建筑，其中法国国家文物保护单位包括圣伊尔德韦尔大教堂、巴黎城门（Porte de Paris）等，古尔奈赌场（Kursaal）是当地的地标性建筑物。

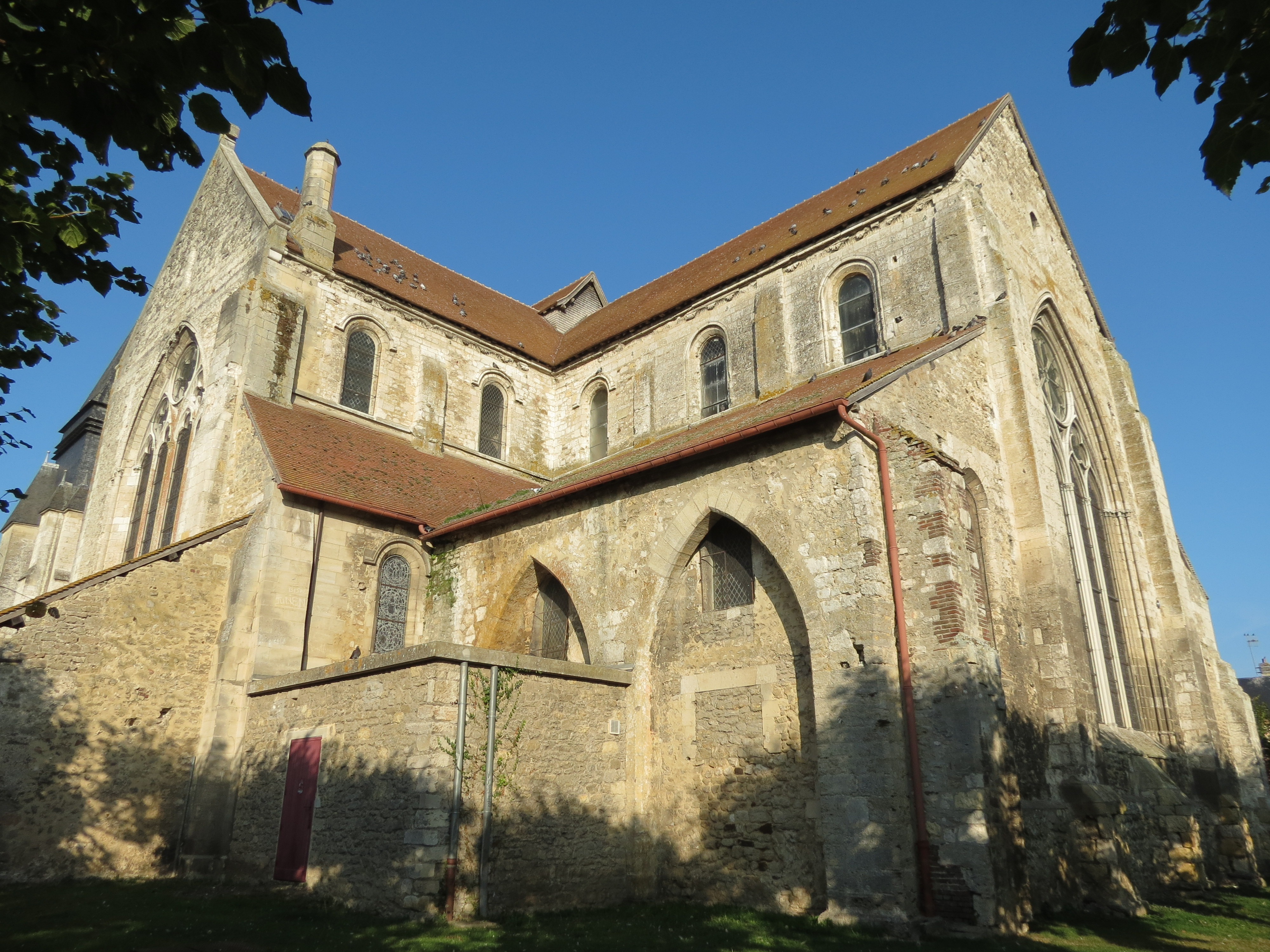
圣伊尔德韦尔大教堂（法语：Collégiale Saint-Hildevert de Gournay-en-Bray）
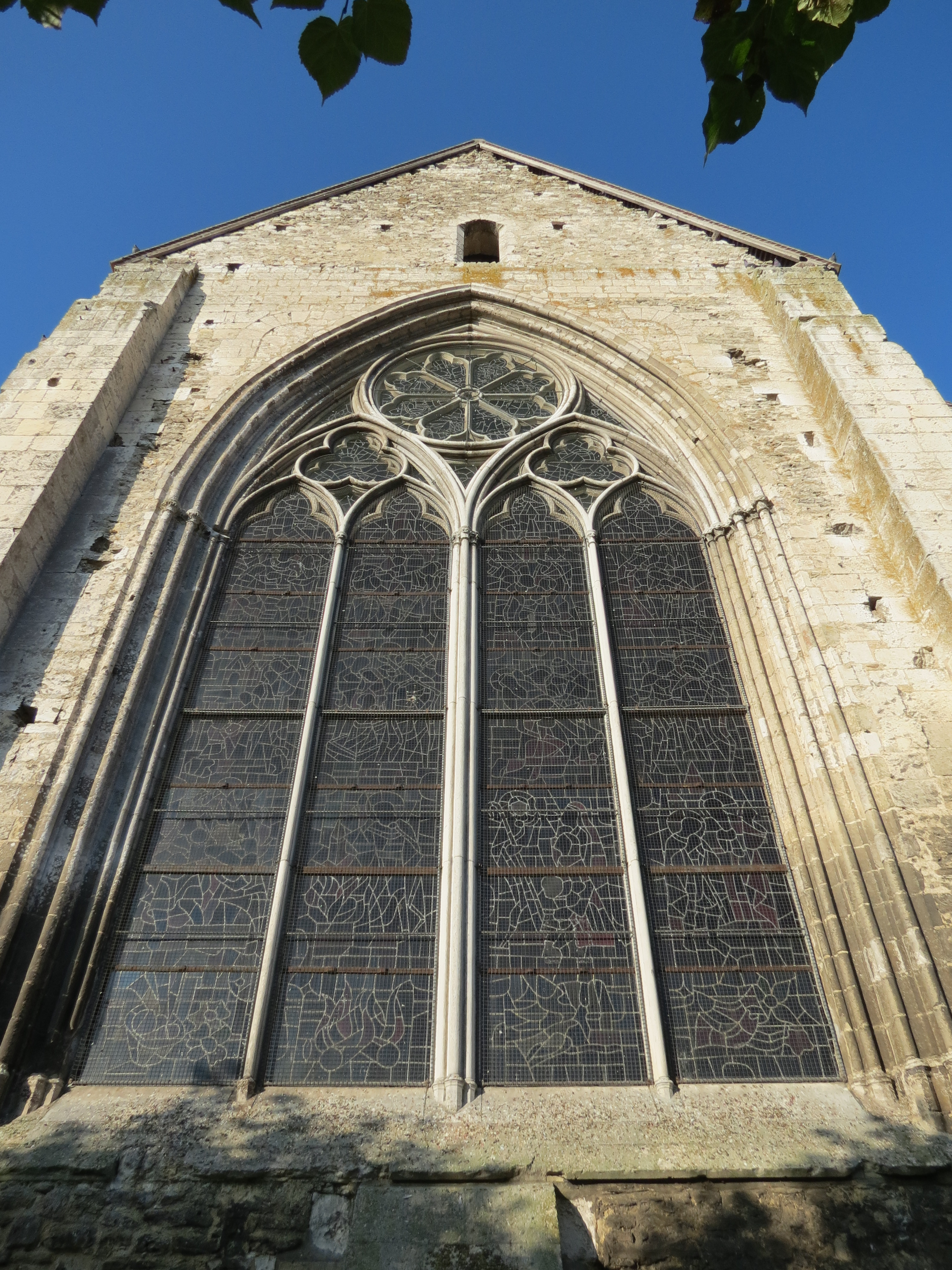
大教堂窗沿
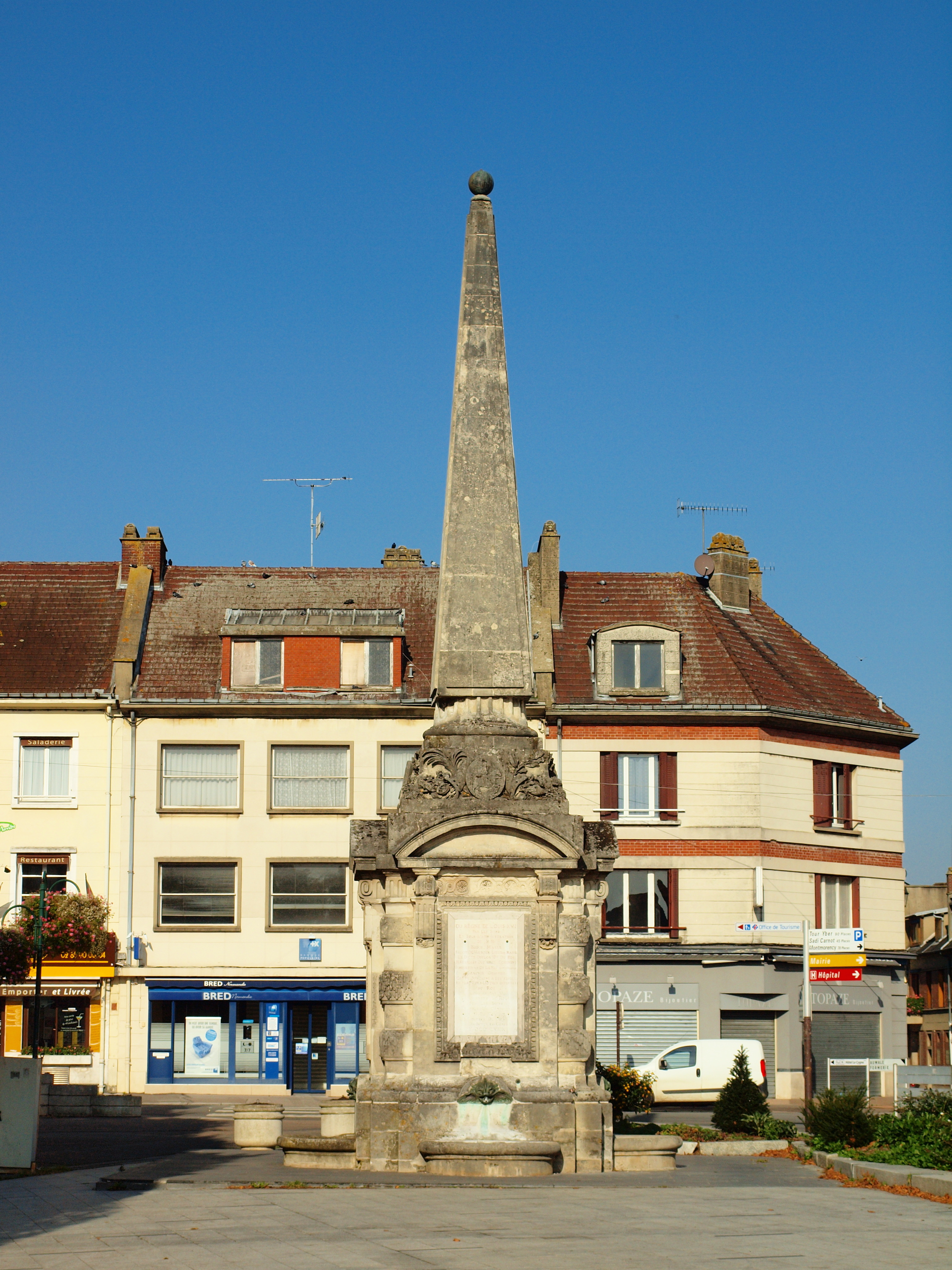
金字塔喷泉
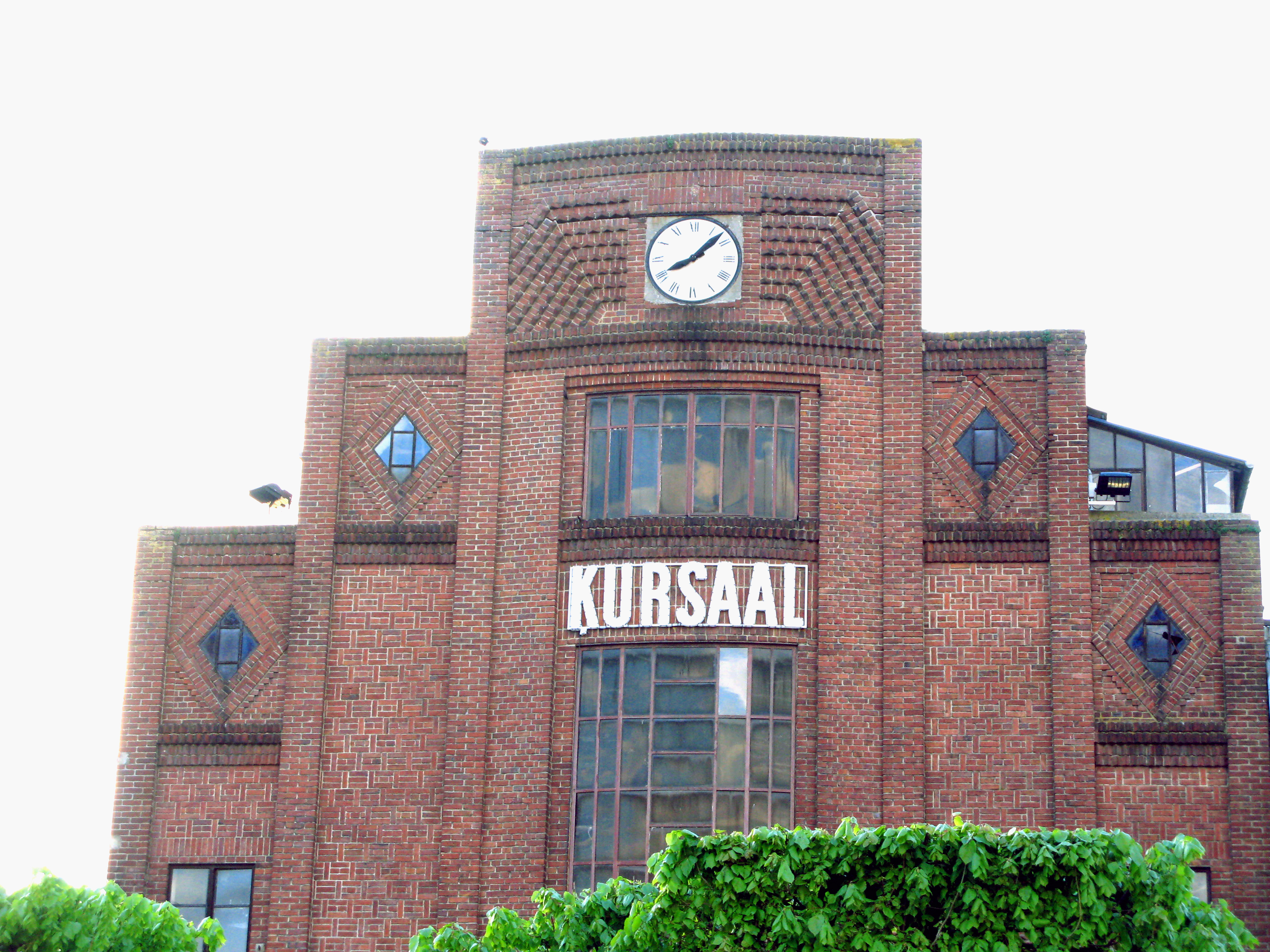
赌场
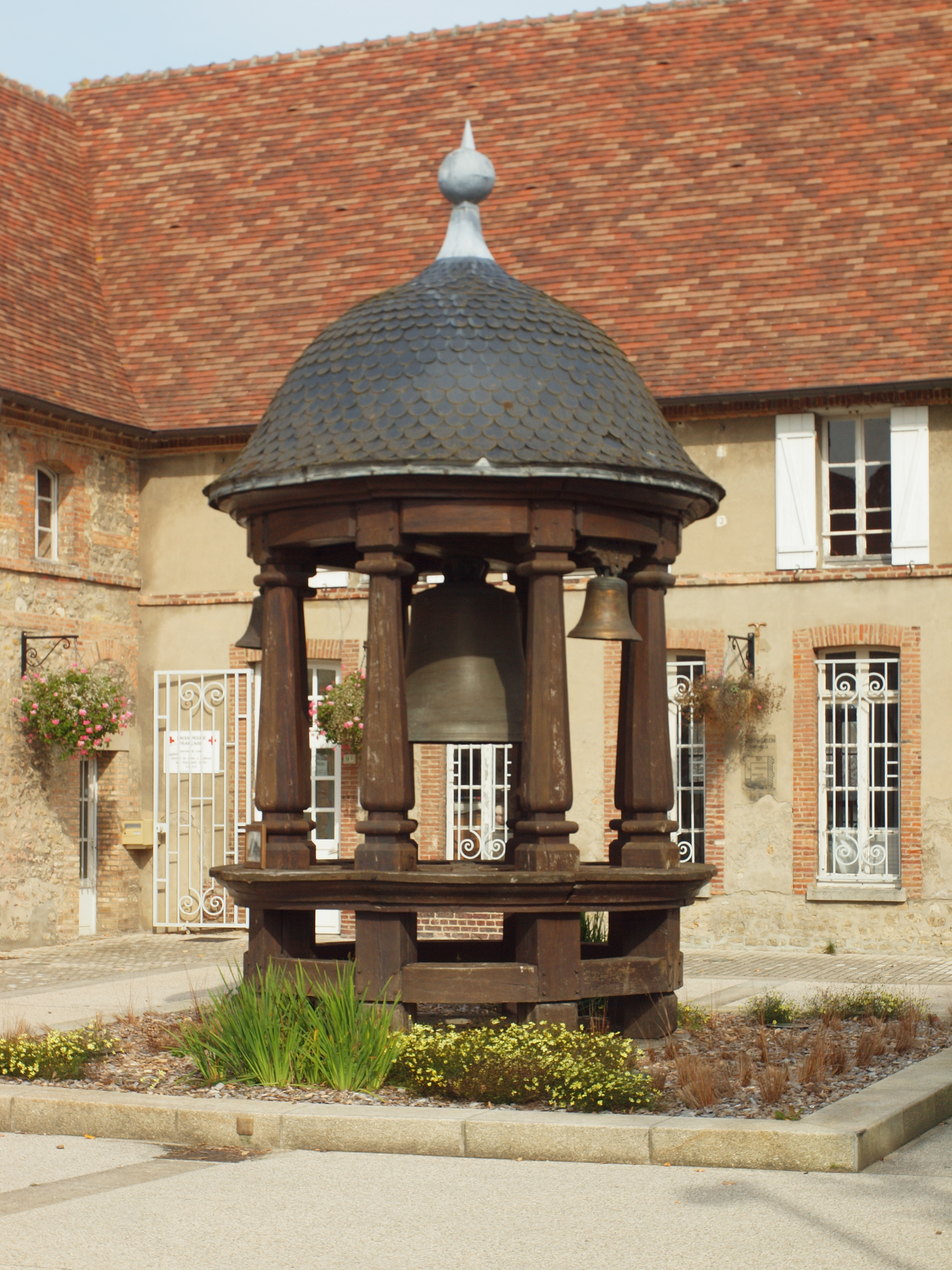
钟亭
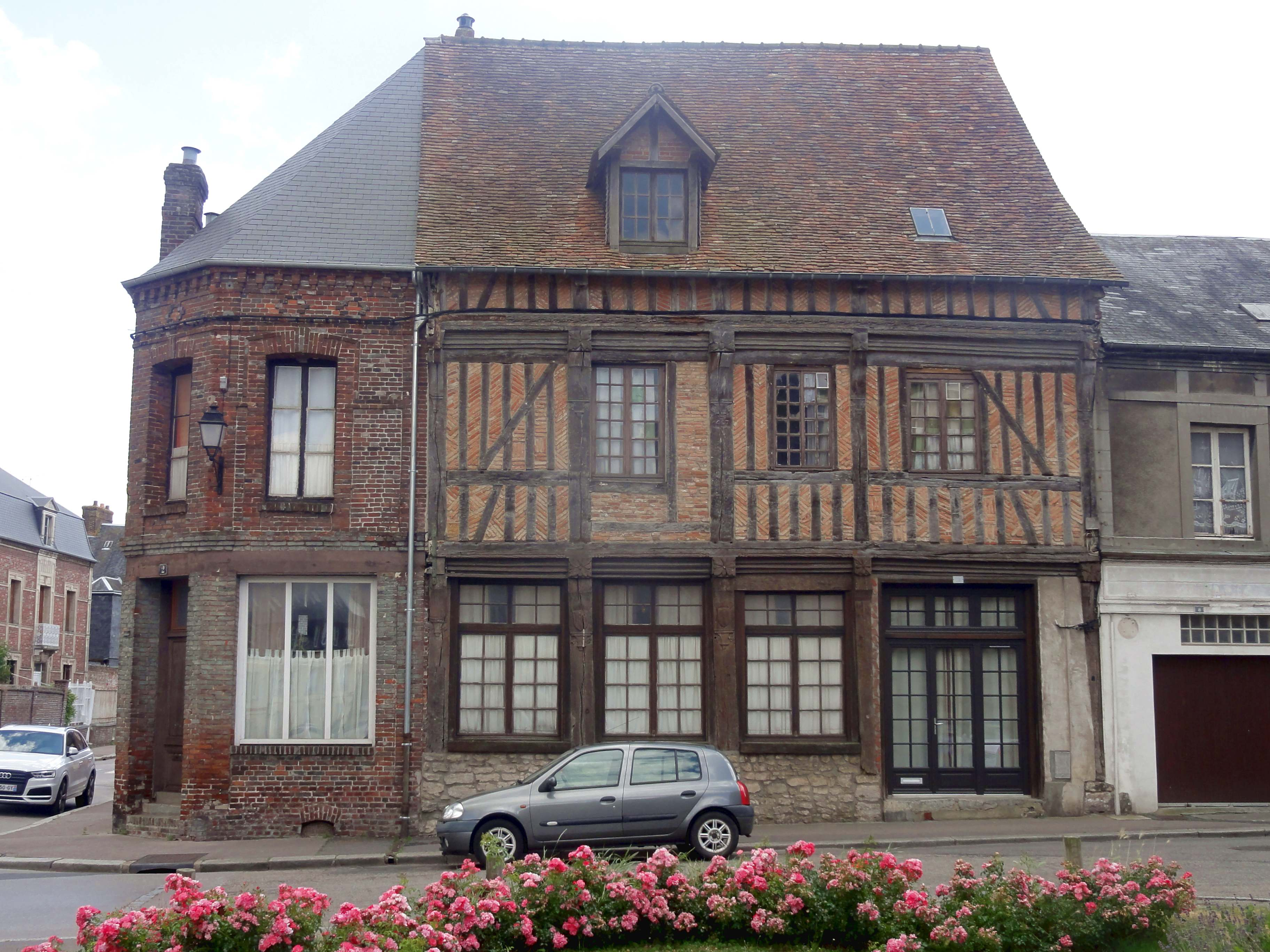
教员楼
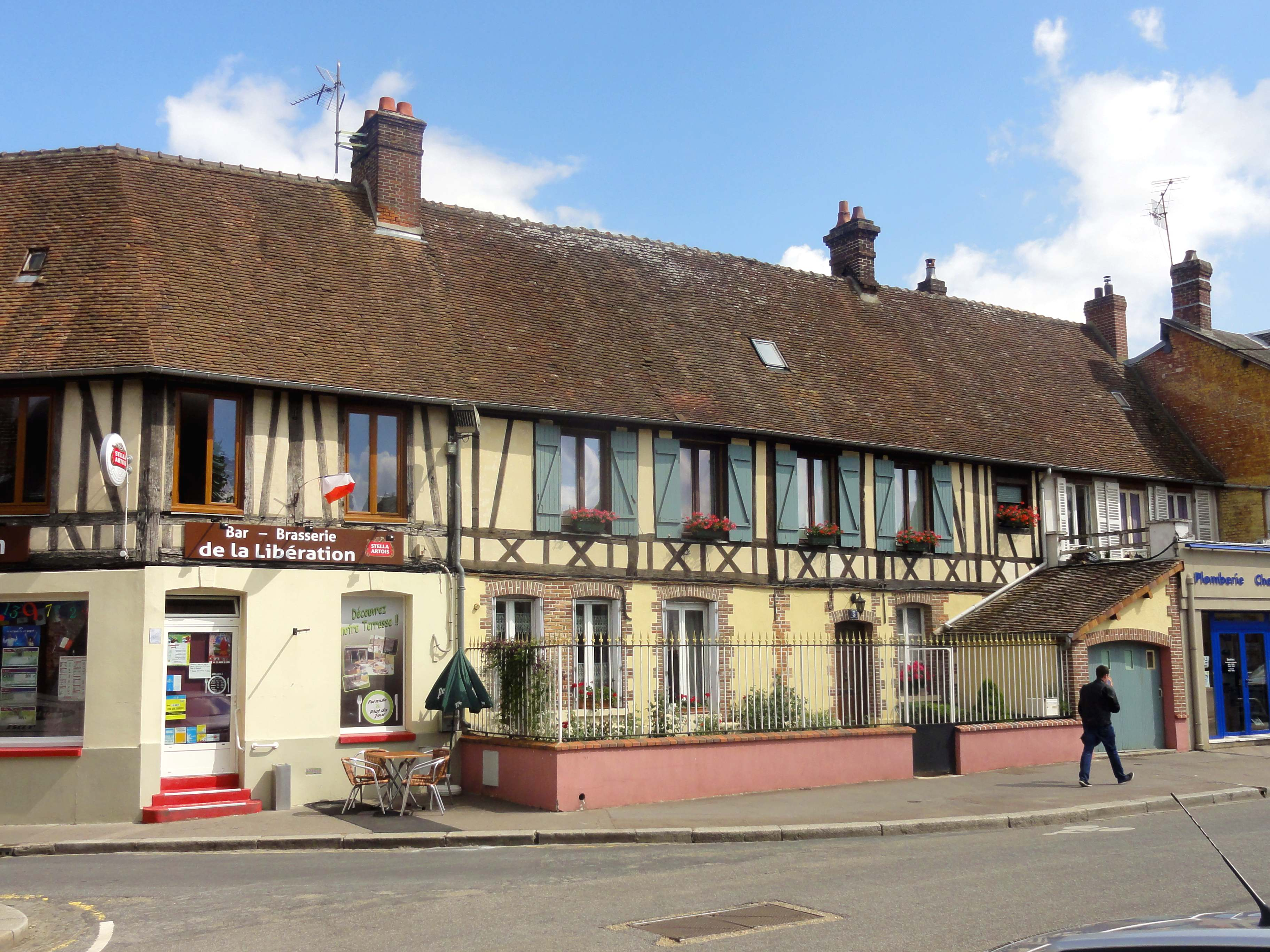
传统民居

### 旅游
布赖地区古尔奈的旅游事务由其所属的四河市镇公共社区负责。2021年，布赖地区古尔奈境内共有3家酒店共计96间房间。

### 媒体
法国主要的媒体均可在布赖地区古尔奈接收，法国电视三台下属的诺曼底大区频道在部分时段播出布赖地区古尔奈所在滨海塞纳省的地方新闻。《巴黎-诺曼底报》、蓝色法兰西鲁昂诺曼底广播等是当地主要的地方性媒体。

## 相关人物
法国政治家斯坦尼斯瓦夫-马里·马亚尔和演员让-米歇尔·迪皮出生于布赖地区古尔奈。

## 友好城市
截至2023年8月，布赖地区古尔奈共与两座城市互为友好城市关系：
- 德国 雷姆斯哈尔登
- 英格兰 海尔舍姆